# Жорж Дюамель
Жорж Дюаме́ль (фр. Georges Duhamel, 30 червня 1884 — 13 квітня 1966) — французький прозаїк, поет, драматург, літературний критик, лауреат Гонкурівської премії (1918), член Французької Академії (1935).

## Біографія
Народився 30 червня 1884 в Парижі. Як син аптекаря Дюамель вирішив спершу вивчати медицину, та згодом зрозумів, що для нього важливіше література. Разом з Жулем Роменом, Жоржем Шенев'єром, Шарлем Вільдраком та П'єром Жан Жувом він заснував групу «Абатство», що стала важливим осередком унанімізму, літературної течії, яка виникла на противагу до символізму й закидала йому відірваність від життя та аполітичність. ПІд час Першої світової війни був військовим лікарем.
Збірки оповідань Дюамеля «Житія мучеників»: 1914—1916 і «Цивілізація» 1914—1917 (удостоєна Гонкурівської премії) написана за особистими враженнями війни.
Співчуттям до людей пройняті роман «Покинуті» (1921) і п'ять романів з циклу «Життя й пригоди Салавена» (1920—1932). Твір «Хроніка родини Паск'є» (1933—1944) складає цикл з десяти окремих романів. Дюамель був пристрасним мандрівником, про що свідчить написання творів «Подорож до Москви» (1927) і розповідь про Америку «Сцени майбутнього життя» (1930). Починаючи з 1944 року він писав книги спогадів, які вийшли під загальною назвою «Моє життя при світлі дня» (1944—1953).
Жорж Дюамель помер 13 квітня 1966 у Вальмондуа.

## Твори
- Des légendes, des batailles, Поезія, 1907
- L'homme en tête, Поезія, 1909
- Selon ma loi, Поезія, 1910
- La lumière, П'єса, 1911
- Compagnons, Поезія, 1912
- Dans l'ombre des statues, П'єса, 1912
- Le combat, П'єса, 1913
- Paul Claudel, 1913
- Les Poètes et la poésie, 1914
- Le cafard, П'єса, 1916
- Vie des martyrs, оповідання, 1917
- Civilisation, Роман, 1918 (Гонкурівська премія)
- La Possession du monde, 1919
- Entretiens dans le tumulte, 1919
- Elégies, Поезія, 1920
- Vie et aventures de Salavin, Романи; 1920—1932:
  - I. Confession de minuit, 1920
  - II. Deux hommes, 1924
  - III. Journal de Salavin, 1927
  - IV. Le Club des Lyonnais, 1929
  - V. Tel qu'en lui même …, 1932
- Les Hommes abandonnés, 1921
- L'œuvre de athlètes, П'єса, 1920
- Lapointe et Ropiteau, 1921
- Quand vous voudrez, П'єса, 1921
- Les plaisirs et les Jeux, 1922
- Anthologie de la poèsie lyrique française, Поезія, 1923
- Le prince Jaffar, оповідання, 1924
- Les voix du vieux monde, mis en musique par Albert Doyen, Поезія, 1925
- Essai sur le roman, 1925
- Suite Hollandaise, 1925
- Délibérations, 1925
- La Pierre d'Horeb, 1926
- Lettres au Patagon, 1926
- Essai sur une renaissance dramatique, 1926
- Le Voyage de Moscou, 1927
- Memorial cauchois, 1927
- Images de la Grèce, 1928
- Les sept dernières plaies, 1928
- La nuit d'orage, Роман, 1928
- Scènes de la vie future, 1930
- Géographie cordiale de l'Europe, 1931
- Les jumeaux de Vallangoujard, 1931
- Querelles de famille, 1932
- L'Humaniste et l'automate, 1933
- Chronique des Pasquier, Романи, 1933—1945:
  - I. Le notaire du Havre
  - II. Le jardin des bêtes sauvages
  - III.Vue de la terre promise
  - IV. La nuit de la Saint Jean
  - V. Le désert de Bièvre
  - VI. Les Maîtres
  - VII. Cécile parmi nous
  - VIII. Le combat contre les ombres
  - IX. Suzanne et les jeunes hommes
  - X. La passion de Joseph Pasquier
- Discours aux nuages, 1934
- Remarques sur les mémoires imaginaires, 1934
- Fables de mon Jardin, 1936
- Défense des Lettres, 1937
- Deux Patrons (Erasme, Cervantes), 1937
- Esquisse pour un portrait du chirurgien moderne, 1938
- Au chevet de la civilisation, 1938
- Le Dernier Voyage de Candide, 1938
- Mémorial de la guerre blanche 1938, Paris 1939
- Positions Françaises, 1940
- Finlande, 1940
- Lieu d'asile, 1940
- Confessions sans pénitence, 1941
- Chronique des Saisons amères, 1944
- La Musique consolatrice, Есе, 1944
- Paroles de médecin, 1944
- Images de notre délivrance, 1944
- Lumières sur ma vie, спогади, 1944-53:
  - I. Inventaire de l'abime
  - II. Biographie de mes fântômes
  - III. Le temps de la recherche
  - IV. La pesée des Ames
  - V. Les éspoirs et les épreuves
- Twinka, 1945
- Souvenirs de la vie du Paradis, 1946
- Visages, 1946
- Homère au XXe siècle, 1947
- Semailles au vent, 1947
- Entretien au bord du fleuve, 1947
- Tribulations de l'espérance, 1947
- Consultation aux pays d'Islam, 1947
- Semaille au vent, 1947
- Fables de mon jardin
- Le bestiaire et l'herbier, 1948
- Hollande, 1949
- Le voyage de Patrice Périot, Роман, 1950,
- Cri des profondeurs, Роман, 1951,
- Chronique de Paris au temps de Pasquier, 1951
- Vues sur Rimbaud, 1952
- Manuel du protestataire, 1952
- Les Voyageurs de l'Espérance, 1953
- Le Japon entre la tradition et l'avenir, 1953
- Refuges de la lecture, 1954
- La Turquie, nouvelle puissance d'Occident, 1954
- L'Archange de l'Aventure, 1955
- Croisade contre le cancer, 1955
- Les Compagnons de l'Apocalypse, 1956
- Pages de mon journal intime, 1956
- Israël, clef de l'Orient, 1957
- Problèmes de l'heure, 1957
- Le Complexe de Théophile, Роман, 1958
- Travail, ô mon seul repos, 1959
- Nouvelles du sombre empire, 1960
- Problèmes de civilisation, 1961
- Traité du départ, 1961

## Українські переклади
Українською поезії Дюамеля перекладали Микола Зеров, Микола Терещенко та ін.
«Лист про вчених» з «Листів до Патагонця» переклав Валер'ян Підмогильний.
- Грозова ніч. пер. Людмили та Михайла Івченків. Київ, «Культура», 1929. 148 с.